# STS-61-H

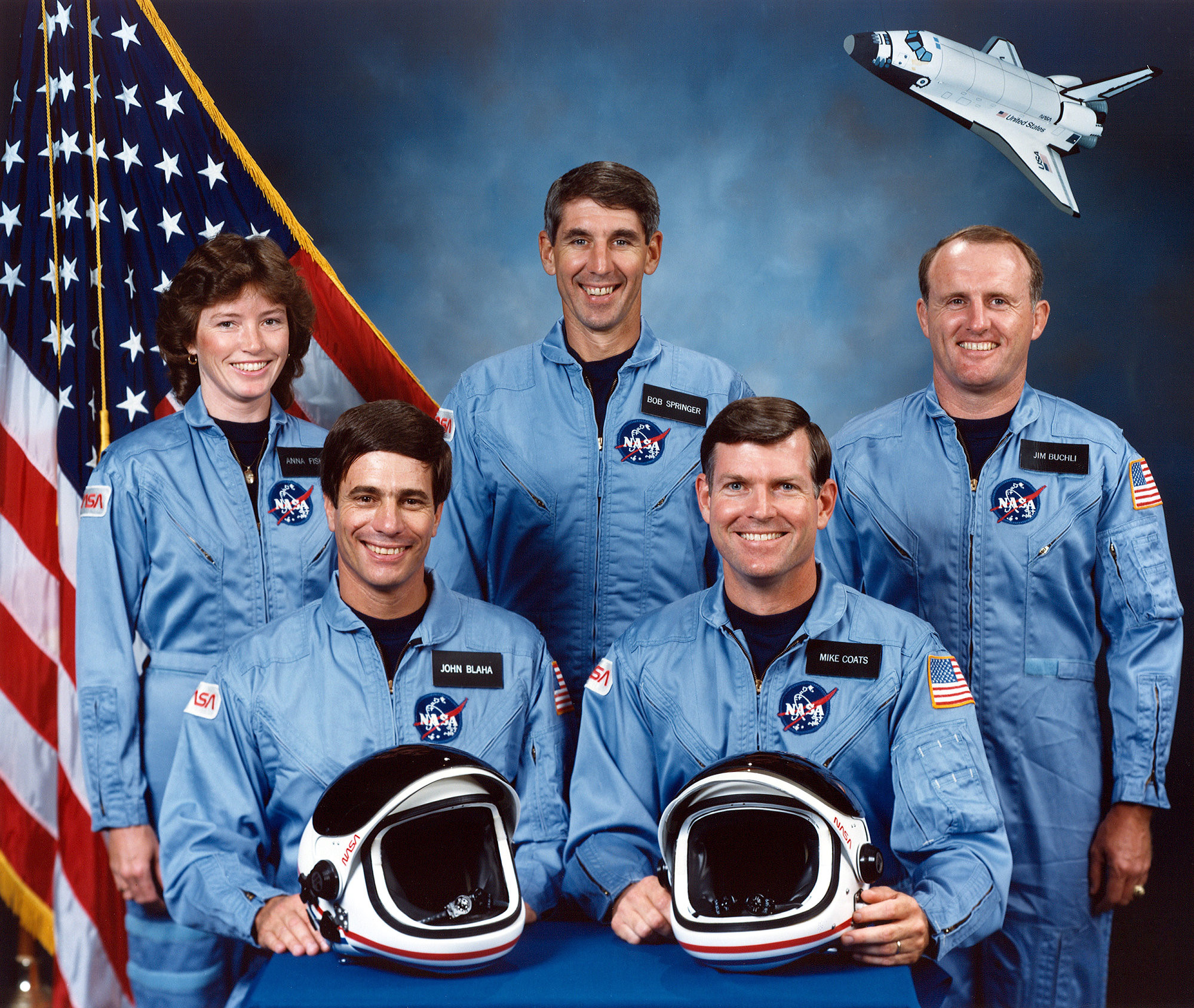
Imagem da tripulação

STS-61-H seria uma missão da NASA realizada pelo ônibus espacial Columbia. O lançamento estava previsto para 24 de junho de 1986, contudo foi cancelada após o desastre do Challenger.

## Tripulação
- Comandante: Michael Coats
- Piloto: John Blaha
- Especialista de missão 1: Anna Fisher
- Especialista de missão 2: James Buchli
- Especialista de missão 3: Robert Springer
- Especialista de carga 1: Nigel Wood (Reino Unido)

- Esecialista de carga 2: Pratiwi Sudarmono (Indonésia)

## Tripulação Reserva
- Especialista de carga 1: Richard Farrimond (Reino Unido)
- Especialista de carga 2: Taufik Akbar (Indonésia)

## Objetivos
Missão planejada para o lançamento de três satélites de comunicação: Skynet 4A do Ministério de Defesa do Reino Unido, o Palapa B3 da Indonésia e o Westar 6S da Western Union Company. Estava programado também, nesta missão, o voo do primeiro astronauta da Indonésia.
Após o desastre do Challenger  o lançamento de satélites pelo Programa de Ônibus Espacial foi interrompido. Os dois primeiros satélites da STS-61-H foram lançados em outros foguetes e o terceiro cancelado.

## Referência
1. ↑  «Space Shuttle Shedule 1986» (PDF). Flight International. Consultado em 28 de fevereiro de 2008